# 南アフリカ共和国の州
州（しゅう、アフリカーンス語: Provinsi、英語: Province）は、南アフリカ共和国の行政区画。

## 概要
南アフリカ共和国は以下の9州からなる。
1. 西ケープ州（Western Cape）
2. 北ケープ州（Northern Cape）
3. 東ケープ州（Eastern Cape）

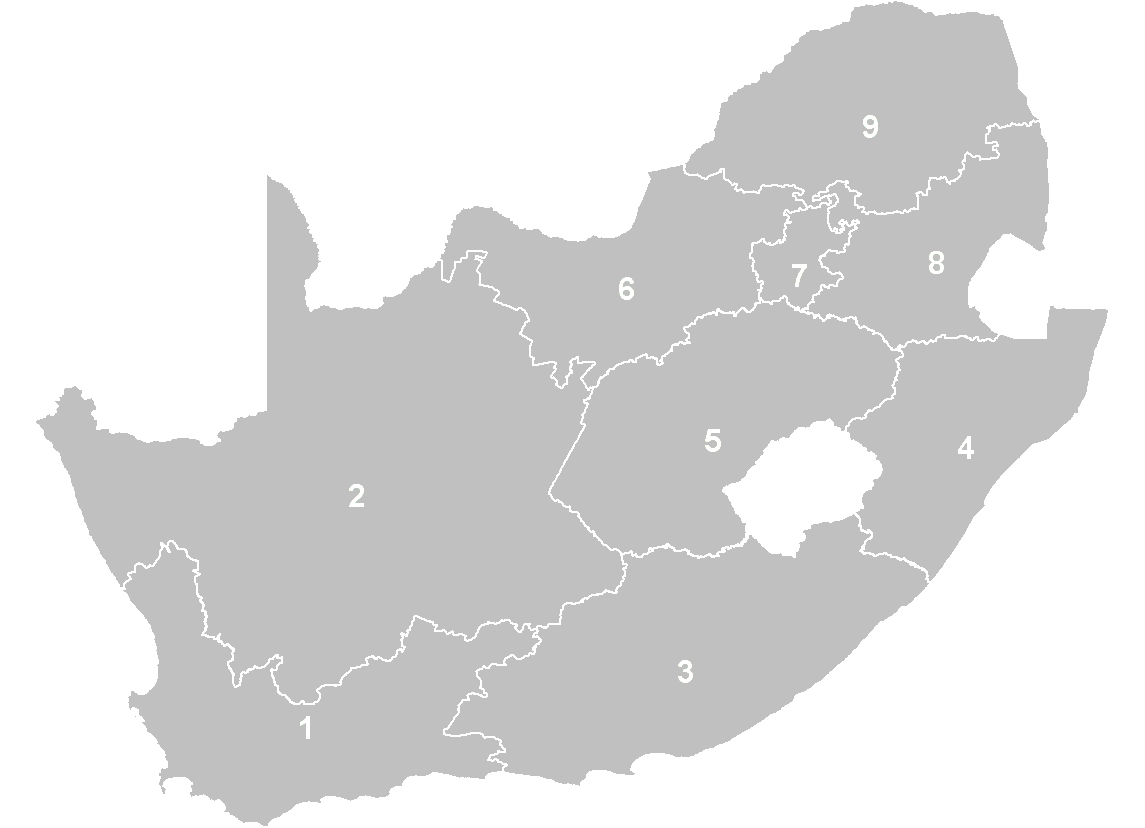
南アフリカ共和国の州 （地図上の番号は左表にあてはまる）

4. クワズール・ナタール州（KwaZulu-Natal）
5. フリーステイト州（Free State）
6. 北西州（North West）
7. ハウテン州（Gauteng）
8. ムプマランガ州（Mpumalanga）
9. リンポポ州（Limpopo）

## 基礎情報
|   | 州                     | 略語   | 面積(km²) | 人口 （2022年） | 州都                                              | 最大都市                                              | 主要言語             |
| - | ---------------------- | ------ | --------- | --------------- | ------------------------------------------------- | ----------------------------------------------------- | -------------------- |
| 1 | 西ケープ州             | WC     | 129,370   | 7,433,019       | ケープタウン市都市圏(en) （ケープタウン）         | ケープタウン市都市圏 （ケープタウン）                 | アフリカーンス語     |
| 2 | 北ケープ州             | NC     | 361,830   | 1,355,946       | ソル・プラーチェ地方自治体 （キンバリー）         | ソル・プラーチェ地方自治体 （キンバリー）             | アフリカーンス語     |
| 3 | 東ケープ州             | EC     | 169,580   | 7,230,204       | バッファローシティー地方自治体 （ビショ）         | ネルソン・マンデラ・ベイ都市圏 （ポート・エリザベス） | コサ語               |
| 4 | クワズール・ナタール州 | KZN    | 92,100    | 12,423,907      | ムスンドゥジ地方自治体 （ピーターマリッツバーグ） | エテクウィニ都市圏(en) （ダーバン）                   | ズールー語           |
| 5 | フリーステイト州       | FS     | 129,480   | 2,964,412       | マンガウング地方自治体 （ブルームフォンテーン）   | マンガウング地方自治体 （ブルームフォンテーン）       | ソト語               |
| 6 | 北西州                 | NW     | 116,320   | 3,804,548       | マフィケング地方自治体 （マフィケング）           | ルステンブルク地方自治体 ルステンブルク               | ツワナ語             |
| 7 | ハウテン州             | GP／GT | 17,010    | 15,099,422      | ヨハネスブルグ市都市圏(en) （ヨハネスブルグ）     | ヨハネスブルグ市都市圏 （ヨハネスブルグ）             | ズールー語他         |
| 8 | ムプマランガ州         | MP     | 79,490    | 5,143,324       | ムボンベラ地方自治体 （ネルスプロイト）           | ムボンベラ地方自治体 （ネルスプロイト）               | スワジ語、ズールー語 |
| 9 | リンポポ州             | LP     | 123,900   | 6,572,720       | ポロクワネ地方自治体 （ポロクワネ）               | ポロクワネ地方自治体 （ポロクワネ）                   | 北ソト語             |

## 歴史

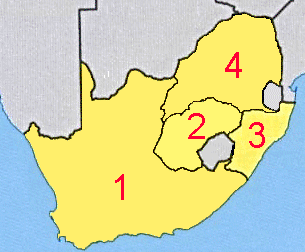
1910年から1994年までの南アフリカの州
（地図上の番号は左表にあてはまる）

現在の州は1994年に設定されたものである。1910年から1994年までは以下のように4つの州が設定されていた。この州の設定は南アフリカ成立の過程を反映したもので、それぞれ独立した植民地、独立国をそのまま州にしたものである。
|   | 州                               | 州都                   | 前身                                                                              |
| - | -------------------------------- | ---------------------- | --------------------------------------------------------------------------------- |
| 1 | ケープ州                         | ケープタウン           | イギリス領ケープ植民地（1795-1910）                                               |
| 2 | オレンジ自由州（オラニエ自由州） | ブルームフォンテーン   | オレンジ自由国（1854-1902） イギリス領オレンジ川植民地（1902-1910）               |
| 3 | ナタール州                       | ピーターマリッツバーグ | ナタール共和国（1839-1843） イギリス領ナタール植民地（1843-1910）                 |
| 4 | トランスヴァール州               | プレトリア             | トランスヴァール共和国（1852-1902） イギリス領トランスヴァール植民地（1902-1910） |

## 下位行政区画
- 南アフリカ共和国の地方自治体
  - 都市圏 (南アフリカ)
  - 地区自治体 (南アフリカ)（Districts of South Africa）
  - 地方自治体 (南アフリカ)
- 南アフリカ共和国の自治体の一覧（英語版）